# Barrendero

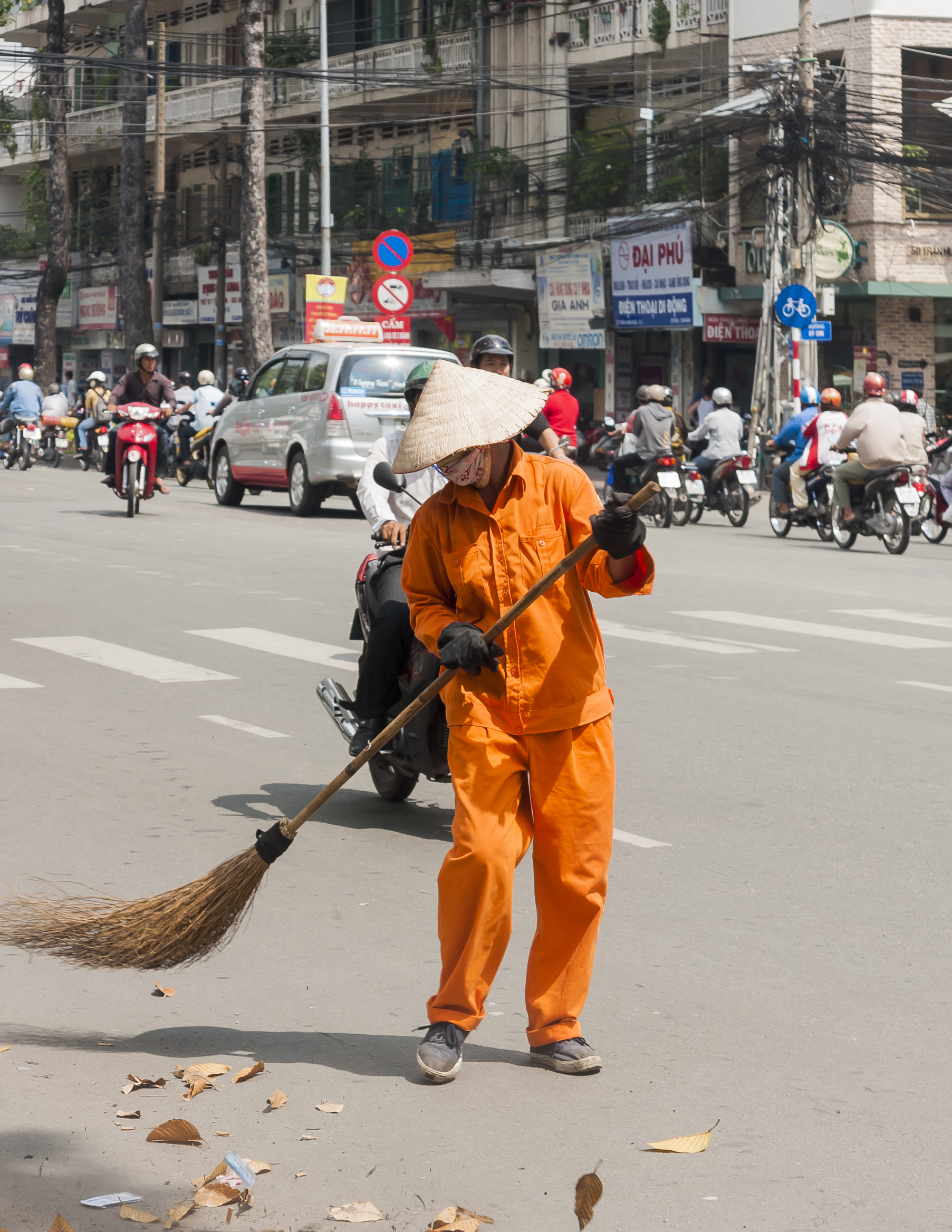
Barrendero en Ho-Chi-Minh-City, Vietnam

Un barrendero , genéricamente, es un empleado municipal, de una empresa privada, o bien un trabajador independiente, dedicado a barrer las calles y jardines recogiendo papeles, hojas caídas, limpieza de grafitis, etc. con el fin de mantener limpias las calles y espacios públicos.

## Actividad
El trabajo del barrendero contempla dos tipos de actividad diferenciadas: limpieza manual, con escoba, recogedor y carrito, especialmente en zonas peatonales, aceras y parques y limpieza mecánica, mediante barredoras motorizadas, sopladoras de hojas y vehículos de brigada que permiten cubrir grandes superficies y transportar residuos ligeros. Estas tareas se realizan de forma regular y coordinada, y pueden incluir la retirada de hojas caídas, polvo, arena, pequeños residuos urbanos y restos vegetales.

## Características

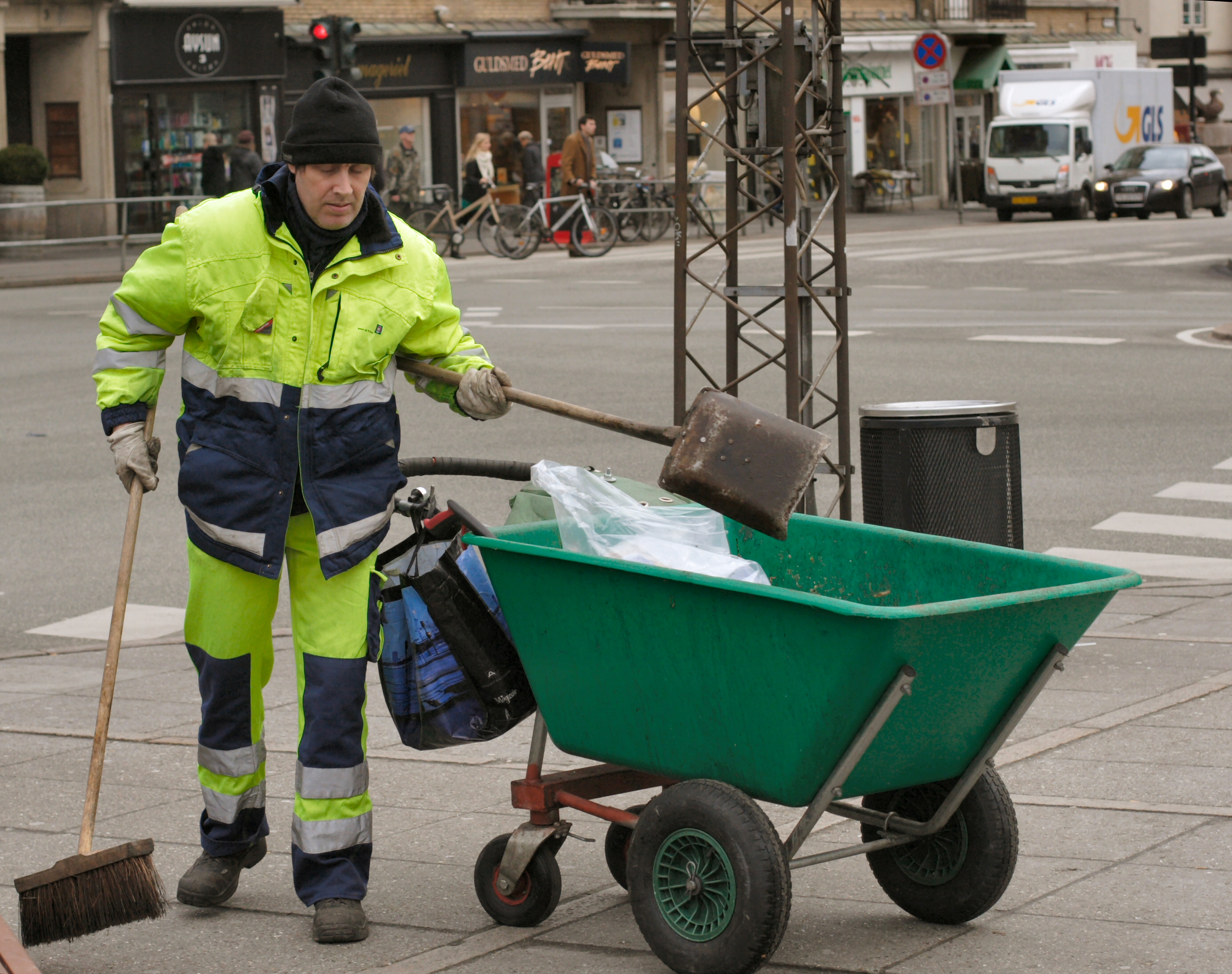
Barrendero en acción en el Ayuntamiento de Aarhus

Por las características del trabajo, los barrenderos trabajan expuestos al tráfico y a las condiciones climáticas, por lo que es de uso obligatorio la ropa de protección específica como guantes, calzado de seguridad y chaleco de alta visibilidad.
Entre las funciones del barrendero puede encontrarse también la retirada de residuos sólidos urbanos.

## Denominación
A pesar de que la ocupación de barrendero constituye una tarea esencial y necesaria para el normal funcionamiento de las comunidades, las propias características del oficio y la baja cualificación requerida para su desempeño ha generado cierta estigmatización del colectivo. Por este motivo, desde las instituciones sociales, se han adoptado denominaciones asépticas o eufemísticas en un intento de corregir la afrenta reemplazando el término barrendero por perífrasis como «Trabajador municipal de limpieza», «Operario de limpieza viaria», «Limpiador de espacios públicos», «Peón especialista de limpieza viaria», llegando a elaborar otras más ampulosas como «higienistas urbanos».

## Barrenderos «de película»
- El Gordo y el Flaco protagonizan en 1940 la película A Chump at Oxford. Stan y Ollie son dos barrenderos que, mientras hacen un parón para almorzar a las puertas de un banco, accidentalmente frustran la huida de un ladrón.
- Los Tres Chiflados interpretan, en el cortometraje de 1941 So Long Mr. Chumps, a tres barrenderos que durante el trabajo encuentran un botín y buscan a su propietario para devolvérselo.
- José Luis López Vázquez interpreta en 1967 al protagonista de Un millón en la basura, un barrendero que se encuentra un millón de pesetas en un cubo de la basura.
- Mario Moreno protagoniza El barrendero, película de 1981, en la que encarna a un barrendero que es testigo del robo de un cuadro que los ladrones esconden en un cubo de basura.